# Abtei Saint-Antoine-l’Abbaye

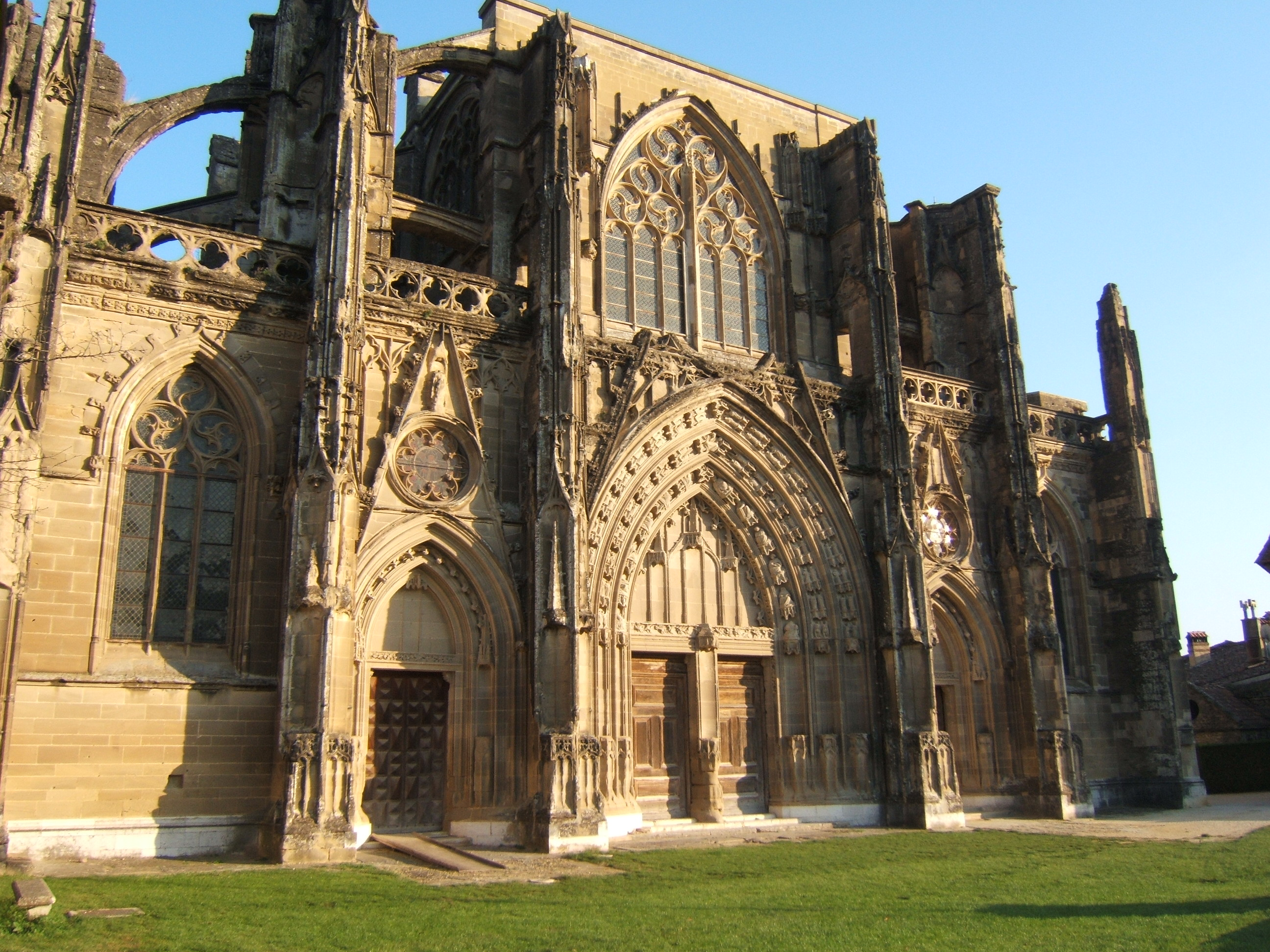
Westportal der Klosterkirche

Die Abtei Saint-Antoine-l’Abbaye ist ein ehemaliges Kloster in Saint Antoine l’Abbaye im französischen Departement Isère und das Mutterkloster des Antoniter-Ordens. Sie liegt zwischen Grenoble und Valence.
Die Kirche St-Antoine ist die Klosterkirche der Abtei.

## Geschichte
Laut der Gründungslegende begab sich der Ritter Jocelin de Châteauneuf aus dem Bistum Vienne, nachdem er dank der Fürbitte des Heiligen Antonius von einer Krankheit genesen war, im Jahr 1074 gemäß seinem Gelübde auf die Pilgerfahrt in das Heilige Land. In der Thebais in Ägypten habe er die Gebeine des heiligen Einsiedlers Antonius aufgefunden und danach in seine Heimat am Fuß der Voralpen gebracht. Dort begann er mit dem Bau einer Kirche, um darin die Reliquien zu verehren; sein Schwager Guigues Didier führte die Arbeiten fort und errichtete mit Unterstützung des Klosters Montmajour in der Provence ein neues Priorat. 1083 sicherte Guigues Didier durch eine Schenkung die wirtschaftlichen Existenzgrundlage des Konvents, der sich im Jahr 1088 definitiv bei der Antoniuskapelle niederließ und die ersten Klostergebäude errichtete. Papst Urban II. erlaubte der Abtei die Aufbewahrung der Reliquien des Heiligen Antonius, und Papst Calixt II. kam im Jahr 1119 zur Weihe der Kirche in das Alpenkloster.
Während einer verheerenden Epidemie gelobte der Ritter Guérin de Valloire, im Falle seiner Genesung sein Leben dem Dienst an den Kranken zu widmen. Er überlebte die Krankheit und gründete im Jahr 1095 zusammen mit seinem Bruder einen Ritterorden, der beim Priorat des Heiligen Antonius eine Herberge für Personen mit ansteckenden Krankheiten, etwa dem sogenannten Antoniusfeuer, errichtete.
Rasch entwickelte sich eine beliebte Wallfahrt zum Grab des Heiligen Antonius, das außerdem am Jakobsweg von Deutschland in die Provence lag. Um 1209 baute der Antoniter-Orden neben der neuen Prioratskirche eine eigene Kirche, die der Muttergottes geweiht war. Die Antoniter hatten damals bereits etwa ein Dutzend weitere Niederlassungen in verschiedenen Ländern eingerichtet. Um 1231 machten sie sich vom Benediktinerpriorat unabhängig, und Papst Innozenz IV. schrieb ihnen 1247 für das Konventsleben die Augustinusregel vor. Papst Alexander IV. bewilligte den Bau eines großen Spitals im Klosterdorf. Von diesem später abgebrochenen Bauwerk hat man bei archäologischen Ausgrabungen in jüngster Zeit Mauerpartien wiedergefunden.
Im späten 13. Jahrhundert verließen die Benediktiner, die mit einem Neubau der Antoniuskirche begonnen hatten, das Priorat, und der Antoniter-Orden unter dem Großmeister Aymon de Montagne übernahm die Kirche mitsamt dem Antoniusgrab. Papst Bonifaz VIII. erhob das vorher zu Montmajour gehörige Priorat im Jahr 1297 zum selbstständigen Kloster.
Seit dem Jahr 1337 begann der Orden an der von den Benediktinern begonnenen Kirche weiterzubauen. Doch die weiteren Bauarbeiten kamen nur langsam voran, erst um 1400 begann man mit der Einwölbung über dem Kirchenschiff, und erst im Jahr 1484 waren auch die Seitenkapellen fertig.
In den französischen Religionskriegen wurde auch die Antoniuskirche ausgeplündert und schwer beschädigt. Der Klosterschatz und der Antoniusschrein gingen verloren. Erst um 1600 wurde die Klosterkirche wieder instand gesetzt. 1630 lieferte François Hanard ein neues Chorgestühl, und Jean de Vache stiftete 1648 einen neuen kostbaren Antoniusschrein. Die neuen Konventsgebäude stammen aus dem 17. Jahrhundert.
Im Jahr 1777 vereinigte sich der Antoniter-Orden mit dem Johanniterorden, der die Antoniuskirche verkaufte. Von 1787 bis 1792 weilte ein Frauenkonvent der Johanniter im ehemaligen Kloster, das in der Französischen Revolution 1792 aufgelöst und säkularisiert wurde.
Im Jahr 1840 wurde die Klosterkirche als monument historique klassiert.
Von 2020 bis 2022 wird sie restauriert.

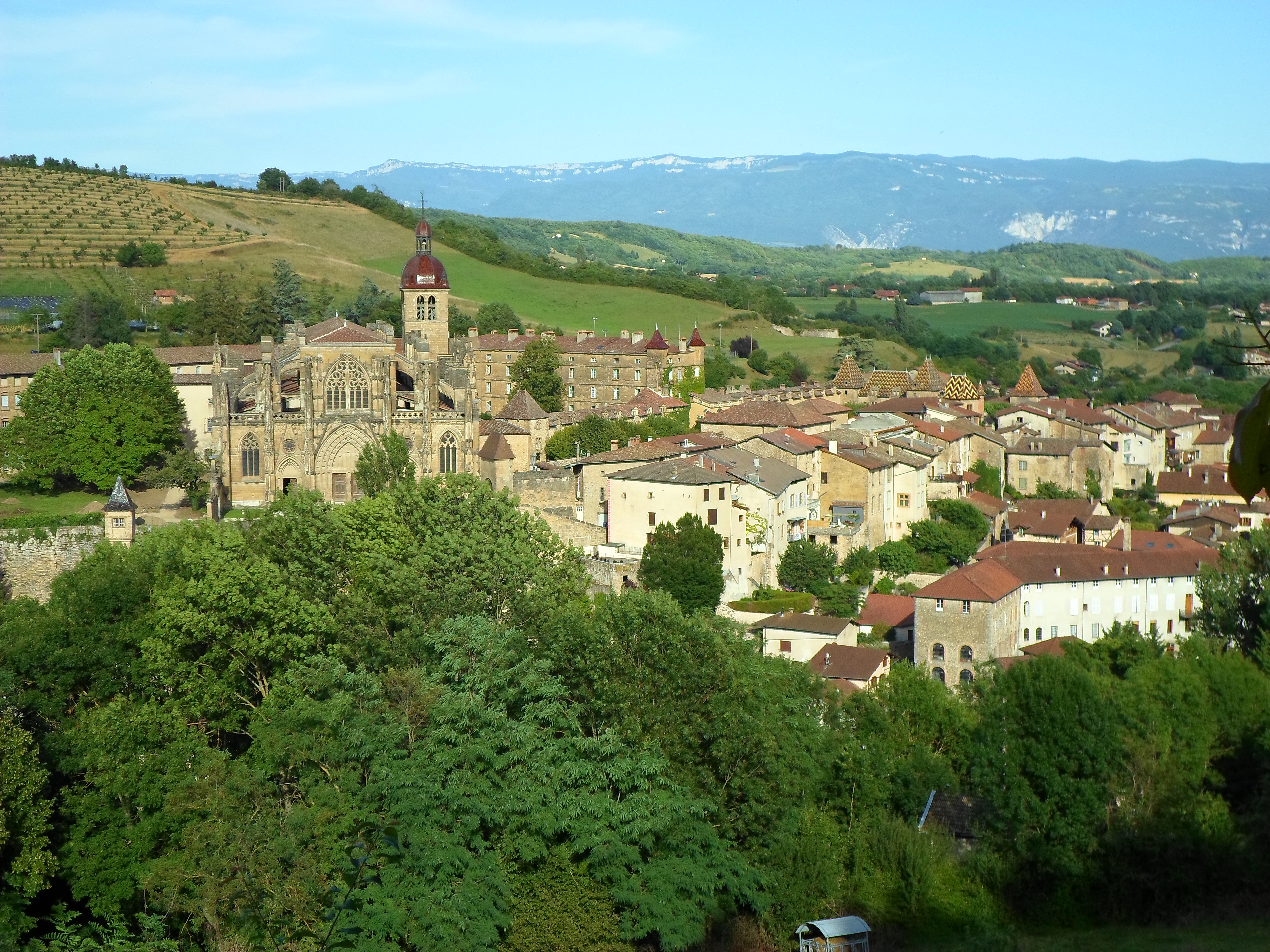
Die Antoniuskirche links und das Klosterdorf rechts. Blick auf die Savoyer Alpen im Hintergrund

## Architektur
Die Klosteranlage steht auf einem kleinen Geländesporn, unter welchem sich das Klosterdorf erstreckt, das sich seit dem Mittelalter bei den Spitaleinrichtungen und mit den Pilgerherbergen entwickelte. Die Ortschaft trug ursprünglich den Namen La Motte-aux-Bois und wurde später wegen ihrer Lage am berühmten Antoniusgrab Saint-Antoine-en-Viennois genannt. Später erhielt sie den Ortsnamen Saint-Antoine-l’Abbaye. Die Gemeinde schloss sich im Jahr 2015 mit der Nachbargemeinde Dionay zusammen. Die neue Gemeinde heißt seither Saint Antoine l’Abbaye.
Zur Klosteranlage gehören neben der Kirche ein mächtiger Torbau, das Abtshaus, der Konventflägel und das Noviziatsgebäude. Danewben liegt der Klostergarten.
Im ehemaligen Noviziatsgebäude des Antoniusklosters befindet sich ein Departementsmuseum mit einer Dauerausstellung zur Geschichte der Kirche und der Krankenpflege im Mittelalter.